# Wacław Stachiewicz

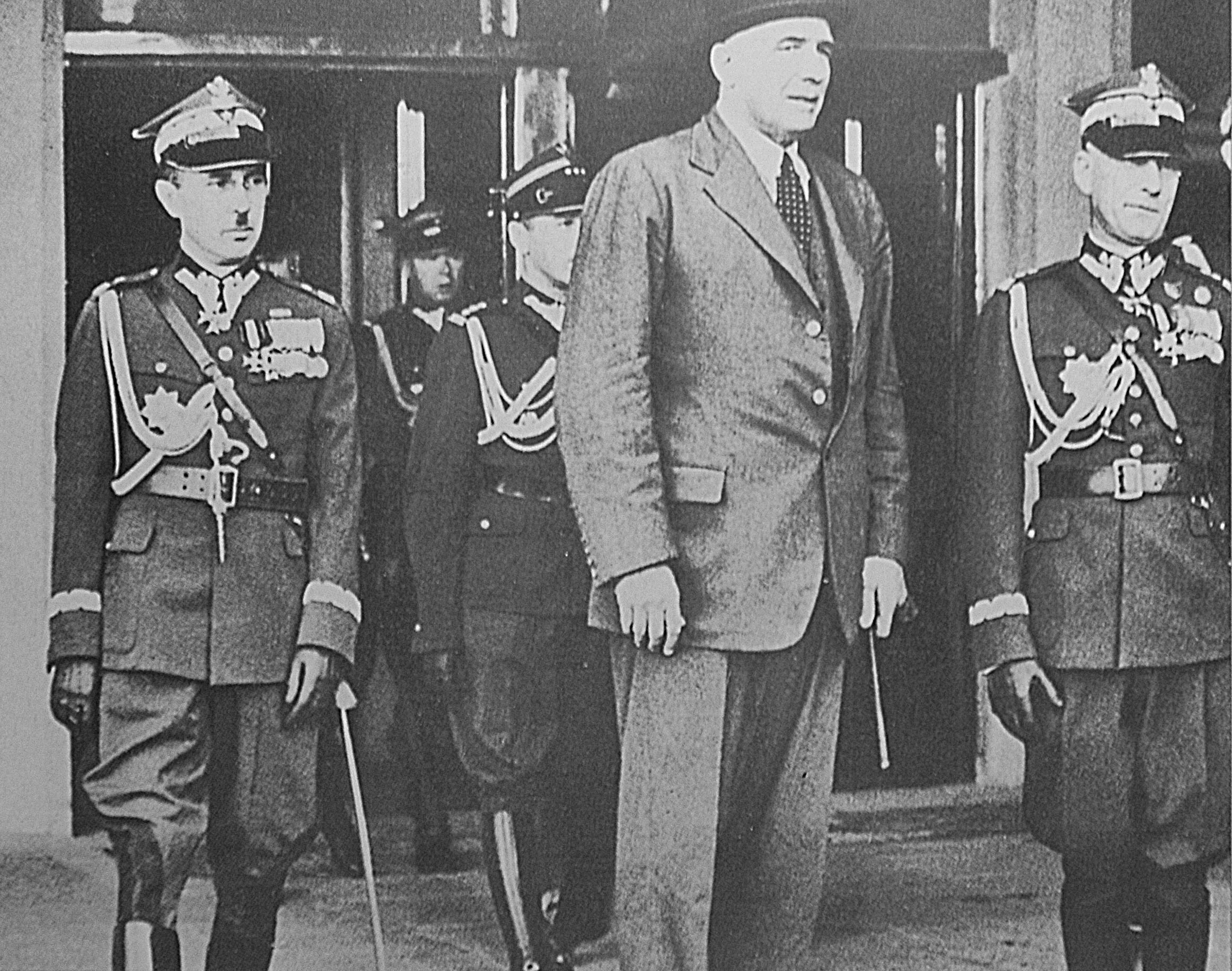
William Edmund Ironside (i mitten) med den polske stabschefen general Wacław Stachiewicz (vänster)

Wacław Teofil Stachiewicz, född 19 november 1894 i Lemberg (Lviv), Österrike-Ungern, död 12 november 1973 i Montréal i Kanada, var en polsk brigadgeneral. Han deltog både i första och andra världskriget. 
Vid tiden innan andra världskriget var Stachiewicz ansvarig officer för att förbereda den polska mobiliseringen av armén. Han blev stabschef åt överbefälhavaren när Tyskland angrep Polen den 1 september 1939. När Sovjetunionen också angrep Polen flydde Stachiewicz till Rumänien tillsammans med sina överordnade där de blev internerade. Han lyckades fly till den franska staden Alger, där han återigen blev internerad på order av general Władysław Sikorski. Han nådde inte London förrän 1943 och där tillbringade han resten av kriget, utan något uppdrag.
Efter kriget blev han fråntaget sitt polska medborgarskap av den dåvarande regeringen, och han tvingades att stanna i exil. 1948 flyttade han till Montréal.